# اکسپرینتیالیسم
اکسپرینتیالیسم (به انگلیسی: Experientialism) یک دیدگاه فلسفی است که بیان می‌کند هیچ دیدگاه «کاملاً منطقی» و بی‌طرفانه‌ای از دیدگاه خدا نسبت به جهان وجود ندارد که خارج از اندیشه انسان باشد. این مفهوم اولین بار توسط جورج لیکاف و مارک جانسون در کتاب استعاره‌هایی که با آنها زندگی می‌کنیم مطرح شد. تجربه‌گرایی پاسخی به سنت عینیت‌گرای حقیقت متعالی است که توسط ایمانوئل کانت صورت‌بندی شده است، سنتی که هنوز مستلزم تعهد به چیزی است که لیکاف و جانسون آن را «رئالیسم پایه» می‌نامند. از همه مهم‌تر، این مستلزم اذعان به وجود یک دنیای خارجی مستقل از ذهن و امکان دانش پایدار از آن دنیای خارجی است. لیکاف در کتاب زنان، آتش و چیزهای خطرناک با تحقیق در مورد ماهیت دسته‌ها، مبانی تجربه‌گرایی را گسترش می‌دهد.